# Campionato italiano di calcio per amputati 2020
Il Campionato italiano di calcio per amputati 2020 è stata la 2ª edizione del campionato italiano di calcio per amputati, disputato tra il 12 settembre 2020 e il 18 ottobre 2020, e conclusasi con la vittoria del Vicenza Calcio Amputati al suo primo titolo.

## Squadre partecipanti
| Club                    | Città        | Allenatore | Stagione precedente |
| ----------------------- | ------------ | ---------- | ------------------- |
| Fabrizio Miccoli        | Lecce        |            | 4º posto            |
| Levante C. Pegliese     | Genova       |            | 3º posto            |
| Nuova Montelabbate      | Montelabbate |            | 1º posto            |
| Vicenza Calcio Amputati | Vicenza      |            | 2º posto            |

## Classifica finale
|  | Pos. | Squadra                 | Pt | G | V | N | P | GF | GS | DR  |
|  | ---- | ----------------------- | -- | - | - | - | - | -- | -- | --- |
|  | 1    | Vicenza Calcio Amputati | 15 | 6 | 5 | 0 | 1 | 22 | 3  | +19 |
|  | 2    | Nuova Montelabbate      | 13 | 6 | 4 | 1 | 1 | 16 | 6  | +10 |
|  | 3    | Levante C. Pegliese     | 7  | 6 | 2 | 1 | 3 | 14 | 16 | -2  |
|  | 4    | Fabrizio Miccoli        | 0  | 6 | 0 | 0 | 6 | 0  | 27 | -27 |

Legenda:
      Campione d'Italia 2020.

## Risultati

### Tabellone
Aggiornato al 28 marzo 2022.
Ogni riga indica i risultati casalinghi della squadra segnata a inizio della riga, contro le squadre segnate colonna per colonna (che invece avranno giocato l'incontro in trasferta). Al contrario, leggendo la colonna di una squadra si avranno i risultati ottenuti dalla stessa in trasferta, contro le squadre segnate in ogni riga, che invece avranno giocato l'incontro in casa.
|              | MIC     | LEV     | MON     | VIC  |
| ------------ | ------- | ------- | ------- | ---- |
| F.Miccoli    | ----    | 0-3tav. | 0-3tav. | 0-7  |
| Levante      | 7-0     | ––––    | 2-6     | 1-3  |
| Montelabbate | 4-0     | 1-1     | ––––    | 1-3  |
| Vicenza      | 3-0tav. | 6-0     | 0-1     | –––– |

### Calendario
|         | 1ª giornata                                   |     |
|         |                                               |     |
| 12 set. | Nuova Montelabbate - Fabrizio Miccoli         | 4-0 |
| 12 set. | Vicenza Calcio Amputati - Levante C. Pegliese | 6-0 |
| 12 set. | Levante C. Pegliese - Fabrizio Miccoli        | 7-0 |
| 12 set. | Nuova Montelabbate - Vicenza Calcio Amputati  | 1-3 |
| 13 set. | Nuova Montelabbate - Levante C. Pegliese      | 1-1 |
| 13 set. | Fabrizio Miccoli - Vicenza Calcio Amputati    | 0-7 |

|         | 2ª giornata                                   |         |
|         |                                               |         |
| 17 ott. | Fabrizio Miccoli - Nuova Montelabbate         | 0-3tav. |
| 17 ott. | Vicenza Calcio Amputati - Nuova Montelabbate  | 0-1     |
| 17 ott. | Fabrizio Miccoli - Levante C. Pegliese        | 0-3tav. |
| 17 ott. | Levante C. Pegliese - Vicenza Calcio Amputati | 1-3     |
| 18 ott. | Levante C. Pegliese - Nuova Montelabbate      | 2-6     |
| 18 ott. | Vicenza Calcio Amputati - Fabrizio Miccoli    | 3-0tav. |

|         | 1ª giornata                                   |     |
|         |                                               |     |
| 12 set. | Nuova Montelabbate - Fabrizio Miccoli         | 4-0 |
| 12 set. | Vicenza Calcio Amputati - Levante C. Pegliese | 6-0 |
| 12 set. | Levante C. Pegliese - Fabrizio Miccoli        | 7-0 |
| 12 set. | Nuova Montelabbate - Vicenza Calcio Amputati  | 1-3 |
| 13 set. | Nuova Montelabbate - Levante C. Pegliese      | 1-1 |
| 13 set. | Fabrizio Miccoli - Vicenza Calcio Amputati    | 0-7 |

|         | 2ª giornata                                   |         |
|         |                                               |         |
| 17 ott. | Fabrizio Miccoli - Nuova Montelabbate         | 0-3tav. |
| 17 ott. | Vicenza Calcio Amputati - Nuova Montelabbate  | 0-1     |
| 17 ott. | Fabrizio Miccoli - Levante C. Pegliese        | 0-3tav. |
| 17 ott. | Levante C. Pegliese - Vicenza Calcio Amputati | 1-3     |
| 18 ott. | Levante C. Pegliese - Nuova Montelabbate      | 2-6     |
| 18 ott. | Vicenza Calcio Amputati - Fabrizio Miccoli    | 3-0tav. |